# De computo
De computo ist eine komputistische Schrift des fränkischen Gelehrten, späteren Abtes des Klosters Fulda und Erzbischofs von Mainz, Rabanus Maurus (etwa 780–856). 

## Entstehung
Die Entstehung des Werkes ist im weiteren Kontext der karolingischen Kirchen- und Bildungsreform zu sehen, die nicht zuletzt auf die Hebung des Bildungsniveaus des Klerus abzielte, um diesem die Erfüllung seiner geistlichen Pflichten zu ermöglichen.  
Grundkenntnisse im Bereich der Komputistik waren für die Berechnung des korrekten Datums des Osterfestes unabdingbar. Die Forderung, dass alle Priester mit dem Computus vertraut sein müssten, wurde daher sowohl durch Karl den Großen als auch durch die Bischöfe des Frankenreiches unermüdlich wiederholt.  Doch auch über die Osterfestberechnung hinaus war Zeitrechnung keinesfalls eine weltliche Angelegenheit, denn Gott war als Herr der Schöpfung auch Herr über die Abfolge der Zeiten. Wer sich also mit Zeitrechnung und Kalenderwesen befasste, versuchte so zugleich das Werk Gottes besser zu verstehen.
Die Schrift De computo entstand 820 im Rahmen von Rabanus Tätigkeit als magister scholae in Fulda.  Anlass der Entstehung waren die von einem ansonsten unbekannten Mönch namens Marcharius an Rabanus gestellten Fragen zu Problemen der Zeitrechnung.